# Mistrzostwa Świata IBSF 2019
Mistrzostwa Świata IBSF 2019 (ang. BMW IBSF Bobsleigh + Skeleton World Championships 2019) – 63. zawody o tytuły mistrzów świata w skeletonie i bobslejach, które zostały rozegrane w dniach 1–9 marca 2019 roku w kanadyjskim Whistler. Łącznie odbyło się 6 konkurencji:
- zawody kobiet i mężczyzn w skeletonie,
- zawody dwójek kobiet, dwójek oraz czwórek mężczyzn w bobslejach,
- konkurencja mieszana (bobslejowo-skeletonowa).

W klasyfikacji medalowej mistrzostw zwyciężyła reprezentacja Niemiec, której zawodnicy triumfowali w 5 z 6 konkurencji oraz łącznie zdobyli 9 medali (z 18 możliwych). Najbardziej utytułowanymi zawodnikami mistrzostw zostali dwaj Niemcy: Francesco Friedrich oraz Thorsten Margis, którzy zdobyli po dwa złote medale.

## Wybór gospodarza

Mapa toru w Whistler, obiektu zmagań zawodników

Kanadyjskie Whistler zostało wybrane na gospodarza mistrzostw podczas kongresu IBSF w belgijskiej Gandawie w 2015 roku. Pozostałymi kandydatami do organizacji imprezy były: niemiecki Altenberg oraz szwajcarskie Sankt Moritz. W pierwszej rundzie głosowania wyeliminowane zostało Sankt Moritz, natomiast w drugiej rundzie Whistler wygrało z Altenbergiem stosunkiem głosów 20:19.

## Informacje ogólne
Zawody zostały rozegrane na torze Whistler Sliding Centre. Były to pierwsze mistrzostwa świata w historii rozgrywane na torze w Whistler. Tor ten był areną zmagań bobsleistów, skeletonistów oraz saneczkarzy podczas Zimowych Igrzysk Olimpijskich 2010. Tor o długości 1700 metrów, czas mierzony jest na odcinku 1450,40 metrów. Średnie nachylenie toru wynosi 9%, z kolei maksymalne sięga 20%. Na torze łącznie znajduje się 16 zakrętów.
Zawodnicy przed rozpoczęciem rywalizacji musieli opłacić wpisowe. Kwoty wpisowego kształtowały się na następującym poziomie:
- € 20 za każdego bobsleistę w każdej z konkurencji,
- € 25 za każdego skeletonistę w każdej z konkurencji[3].

Nad poprawnością przeprowadzenia zawodów z ramienia przedstawicieli toru czuwali:
- Shaulyn van Baaren – dyrektor zawodów,
- Robb Zirnhelt – szef toru,
- Chris Dornan – przedstawiciel medialny[4].

Z kolei z ramienia IBSF najważniejszymi oficjelami byli:
- Szwajcar Jos Mattli – główny delegat techniczny mistrzostw,
- Austriak Michael Grünberger – delegat techniczny odpowiedzialny za rywalizację skeletonistów,
- Amerykanin Tony Carlino – delegat techniczny odpowiedzialny za tor[4].

Sponsorem tytularnym zawodów była firma BMW. Głównymi sponsorami mistrzostw były firmy Bauhaus oraz Liqui Moly. Oficjalnym partnerem odpowiedzialnym za pomiar czasu w zawodach była firma Omega.
Zgodnie z zasadami IBSF, każda z konkurencji podczas mistrzostw świata składa się z czterech ślizgów. W przypadku konkurencji skeletonu i bobslejów na ostateczny rezultat składa się suma czasów przejazdu w każdym z czterech ślizgów. Do finałowego 4. ślizgu kwalifikowało się 20 najlepszych zawodników/drużyn po 3. ślizgu. W przypadku konkurencji mieszanej (skeletonowo-bobslejowej), na wynik drużyny składa się suma czasów przejazdu czterech ślizgów, w których w każdym ze ślizgów reprezentowana była inna konkurencja. Były to:
- skeleton mężczyzn,
- bobslejowa dwójka kobiet,
- skeleton kobiet,
- bobslejowa dwójka mężczyzn[7].

## Terminarz
| Dyscyplina          | Konkurencja                    | Data i godzina             |
| ------------------- | ------------------------------ | -------------------------- |
| Skeleton            | 1. i 2. ślizg mężczyzn         | 7 marca, 9:00 (UTC-08:00)  |
| Skeleton            | 1. i 2. ślizg kobiet           | 7 marca, 12:30 (UTC-08:00) |
| Skeleton            | 3. i 4. ślizg mężczyzn         | 8 marca, 9:00 (UTC-08:00)  |
| Skeleton            | 3. i 4. ślizg kobiet           | 8 marca, 12:30 (UTC-08:00) |
| Bobsleje            | 1. i 2. ślizg dwójek mężczyzn  | 1 marca, 17:00 (UTC-08:00) |
| Bobsleje            | 1. i 2. ślizg dwójek kobiet    | 2 marca, 11:30 (UTC-08:00) |
| Bobsleje            | 3. i 4. ślizg dwójek mężczyzn  | 2 marca, 17:00 (UTC-08:00) |
| Bobsleje            | 3. i 4. ślizg dwójek kobiet    | 3 marca, 11:30 (UTC-08:00) |
| Bobsleje            | 1. i 2. ślizg czwórek mężczyzn | 8 marca, 17:00 (UTC-08:00) |
| Bobsleje            | 3. i 4. ślizg czwórek mężczyzn | 9 marca, 17:00 (UTC-08:00) |
| Skeleton + bobsleje | Konkurencja mieszana           | 3 marca, 16:00 (UTC-08:00) |

## Przed mistrzostwami
Tydzień przed rozpoczęciem mistrzostw zakończyła się rywalizacja w bobslejowym Pucharze Świata w sezonie 2018/2019. W klasyfikacji dwójek kobiet zwyciężyła Niemka Mariama Jamanka, która wygrała 4 z 8 konkursów w sezonie. Podium uzupełniły: kolejna Niemka Stephanie Schneider oraz Amerykanka Elana Meyers-Taylor, które wygrały po 2 konkursy w sezonie. W rywalizacji dwójek mężczyzn triumfował Niemiec Francesco Friedrich, który zwyciężył we wszystkich 8 konkursach w sezonie. Na podium również stanęli Łotysz Oskars Ķibermanis oraz Niemiec Nico Walther. W rywalizacji czwórek mężczyzn również najlepszy okazał się Friedrich, który wygrał 5 z 8 konkursów w sezonie. Podobnie jak w rywalizacji dwójek, na drugim stopniu podium stanął Ķibermanis, a podium uzupełnił Niemiec Johannes Lochner. W sezonie po jednym konkursie czwórek wygrali: Walther, Lochner oraz Kanadyjczyk Justin Kripps. Będąc najlepszym w klasyfikacjach dwójek oraz czwórek, Friedrich triumfował również w klasyfikacji kombinacji, która łączy klasyfikację dwójek i czwórek mężczyzn.
W styczniu 2019 roku rozegrane zostały mistrzostwa Europy w Königssee. W rywalizacji dwójek kobiet oraz mężczyzn zwyciężały drużyny pilotowane przez triumfatorów klasyfikacji Pucharu Świata, a więc kolejno przez Jamankę oraz Friedricha. Z kolei w rywalizacji czwórek mężczyzn zwyciężyła drużyna niemiecka pilotowana przez Lochnera.
Obrońcami tytułów z mistrzostw sprzed 2 lat byli następujący piloci: w rywalizacji dwójek kobiet Meyers-Taylor, w rywalizacji dwójek mężczyzn Friedrich oraz w rywalizacji czwórek Friedrich i Lochner, którzy ex aequo zajęli pierwsze miejsce.
Na starcie stanęli wszyscy piloci, którzy byli aktualnymi posiadaczami tytułów z: mistrzostw świata z 2017, mistrzostw Europy z 2019, klasyfikacji Pucharów Świata w sezonie 2018/2019 oraz igrzysk olimpijskich z 2018.
W rywalizacji skeletonistów, podobnie jak w rywalizacji bobsleistów, zmagania w Pucharze Świata w sezonie 2018/2019 zakończyły się tydzień przed rozpoczęciem mistrzostw. Zarówno w klasyfikacji kobiet, jak i mężczyzn, triumfowali Rosjanie. Kolejno byli to Jelena Nikitina, która zwyciężyła w 3 z 8 konkursów w sezonie, oraz Aleksandr Trietjakow, który wygrał 4 z 8 konkursów. Podium w klasyfikacji kobiet uzupełniły Niemka Tina Hermann, która wygrała 1 konkurs w sezonie, oraz Kanadyjka Mirela Rahneva, która wygrała 2 konkursy. Pozostałe 2 z 8 konkursów wygrała kolejna Niemka Jacqueline Lölling. W rywalizacji mężczyzn na podium stanęli również: Koreańczyk Yun Sung-bin, który zwyciężył w 2 konkursach, oraz Łotysz Martins Dukurs, który wygrał 1 konkurs. W jednym z konkursów triumfował również Rosjanin Nikita Triegubow.
W styczniu 2019 roku rozegrane zostały mistrzostwa Europy w Igls. W rywalizacji kobiet tytuł mistrzyni Europy zdobyła Austriaczka Janine Flock. W zawodach mężczyzn zwyciężył Martins Dukurs.
Obrońcami tytułów z mistrzostw świata w 2017 roku byli: w rywalizacji kobiet Jacqueline Lölling oraz w rywalizacji mężczyzn Martins Dukurs. Na starcie mistrzostw w 2019 roku stanęli: obrońcy tytułów z 2017 roku, aktualni mistrzowie Europy z 2019 roku, aktualni zwycięzcy klasyfikacji Pucharu Świata z sezonu 2018/2019 oraz mistrz olimpijski z 2018 roku. Z kolei triumfatorka kobiecej rywalizacji w skeletonie na IO 2018, Elizabeth Yarnold nie zjawiła się na starcie, ponieważ po igrzyskach zakończyła sportową karierę.

## Przebieg mistrzostw
W ciągu pierwszych trzech dni mistrzostw rozegrane zostały 3 konkurencje: bobslejowe dwójki kobiet i mężczyzn oraz konkurencja mieszana. Drugiego dnia mistrzostw rozdany został pierwszy komplet medali. W rywalizacji bobslejowych dwójek mężczyzn triumfowali Niemcy w składzie: Francesco Friedrich oraz Thorsten Margis. Friedrich jako drugi pilot w historii bobslejów zdobył 5 złotych medali z rzędu w konkurencji dwójek mężczyzn. Jako pierwszy dokonał tego Włoch Eugenio Monti w latach 1957–1961. Podium uzupełnili Kanadyjczycy Justin Kripps i Cameron Stones oraz Niemcy Nico Walther i Paul Krenz. W trakcie rywalizacji został ustanowiony nowy rekord toru. W pierwszym ślizgu Kripps ze Stonesem osiągnęli wynik 50,96 s, który został uznany za nowy rekord w konkurencji męskich dwójek. W drugim ślizgu Kanadyjczycy w składzie Nicholas Poloniato oraz Benjamin Coakwell ulegli wypadkowi. Ostatecznie zawodnicy przekroczyli w sposób regulaminowy linię mety i zostali sklasyfikowani.
Trzeciego dnia mistrzostw rozstrzygnięcia zapadły w bobslejowych dwójkach kobiet oraz w konkurencji mieszanej. W rywalizacji pań złoty medal zdobyła drużyna z Niemiec, która wystąpiła w składzie Mariama Jamanka oraz Annika Drazek. Podium uzupełniły: druga z drużyn niemieckich w składzie Stephanie Schneider i Ann-Christin Strack oraz Kanadyjki Christine de Bruin i Kristen Bujnowski. W trakcie rywalizacji kilkukrotnie poprawiony został rekord toru. W pierwszym dniu rywalizacji najlepszy czas osiągnęła drużyna ze Stanów Zjednoczonych. Amerykanki w składzie Elana Meyers-Taylor oraz Lake Kwaza w pierwszym ślizgu rywalizacji osiągnęły czas 52,48 s. Kolejnego dnia rekord został poprawiony przez drużynę niemiecką. Niemki w składzie Jamanka oraz Drazek podczas trzeciego ślizgu rywalizacji osiągnęły czas 52,01 s. Wynik ten do końca zawodów nie został już poprawiony. Z powodu kraks 5 z 19 drużyn nie ukończyło rywalizacji. Między innymi upadku doznała drużyna amerykańska, zajmująca po pierwszym dniu rywalizacji drugie miejsce, pilotowana przez obrończynię tytułu Meyers-Taylor. Amerykanka podczas trzeciego ślizgu nie utrzymała bobsleja na płozach w 13. zakręcie toru. Pomimo przekroczenia mety w sposób zgodny z zasadami, Amerykanki nie wystartowały w czwartym ślizgu.
W konkurencji mieszanej złoty medal zdobyli reprezentanci Niemiec. Zwycięska drużyna jechała w składzie: Christopher Grotheer, Anna Köhler i Lisa Gericke, Sophia Griebel oraz Johannes Lochner i Marc Rademacher. Podium uzupełniły drużyny z Kanady oraz Stanów Zjednoczonych.
Podczas kolejnych trzech dni nie była toczona rywalizacja o medale. Pozostałe konkurencje, czyli rywalizacja w skeletonie oraz w bobslejowych czwórkach mężczyzn, zostały rozstrzygnięte podczas ostatnich trzech dni mistrzostw.
Przedostatniego dnia mistrzostw decydujące rozstrzygnięcia zapadały w rywalizacji w skeletonie. Czwarty tytuł z rzędu oraz szósty w karierze wywalczył Łotysz Martins Dukurs. Łotysz okazał się bezkonkurencyjny dla rywali, osiągając najlepsze czasy w każdym z czterech ślizgów. Podium uzupełnili medaliści igrzysk w Pjongczangu. Na drugim jego stopniu stanął aktualny wicemistrz olimpijski, Rosjanin Nikita Triegubow, z kolei brązowy medal wywalczył aktualny mistrz olimpijski, Koreańczyk Yun Sung-bin. Dukurs podczas rywalizacji ustanowił nowy rekord startu, jak i toru. Osiągnięty przez niego w drugim ślizgu rywalizacji rezultat 51,91 s został nowym rekordem toru. Z kolei w czwartym ślizgu, rezultat 4,47 s zanotowany na pierwszym pomiarze czasu został rekordem startu.
W rywalizacji skeletonistek medale między sobą rozdzieliły reprezentantki Niemiec. Złoty medal i drugi w karierze tytuł w rywalizacji indywidualnej wywalczyła Tina Hermann. Niemka, która również zdobyła srebrny medal na mistrzostwach świata w Königssee, zrównała się osiągnięciami jako najbardziej utytułowanej skeletonistki w rywalizacji indywidualnej, ze Szwajcarką Mayą Pedersen. Podium uzupełniły: obrończyni mistrzowskiego tytułu Jacqueline Lölling oraz złota medalistka z konkurencji mieszanej, Sophia Griebel. W trakcie rywalizacji dwukrotnie został poprawiony rekord toru. Pierwszego dnia rywalizacji dokonała tego Hermann, która w pierwszym ślizgu zanotowała rezultat 53,17 s. Podczas drugiego dnia rekord został ponownie poprawiony, tym razem przez Lölling, która w czwartym ślizgu zanotowała na mecie czas 53,10 s.
Ostatnią zakończoną na mistrzostwach konkurencją były bobslejowe czwórki mężczyzn. Złoty medal zdobyli Niemcy, pilotowani przez broniącego tytułu Francesco Friedricha. Partnerowali mu Candy Bauer, Martin Grothkopp oraz Thorsten Margis. Friedrich oraz Margis, którzy byli najlepsi również w dwójkach, zdobyli drugie złote medale podczas mistrzostw w Whistler. Drudzy na mecie zameldowali się prowadzący po pierwszym dniu rywalizacji Łotysze w składzie: Oskars Ķibermanis, Matīss Miknis, Arvis Vilkaste oraz Jānis Strenga. Podium uzupełnili Kanadyjczycy: Justin Kripps, Ryan Sommer, Cameron Stones oraz Benjamin Coakwell. Dla Krippsa i Stonesa, po zdobyciu srebra w dwójkach, trzecie miejsce w rywalizacji czwórek oznaczało drugie zdobyte medale na mistrzostwach. Podczas pierwszego dnia rywalizacji ustanowione zostały rekordy toru oraz startu. Podczas pierwszego ślizgu Łotysze pilotowani przez Ķibermanisa osiągnęli rezultat 50,05 s, który został uznany za nowy rekord toru. Ta sama drużyna w drugim ślizgu, na pierwszym pomiarze czasu, zanotowała czas 4,69 s, co zostało nowy rekordem startu toru w Whistler.

## Wyniki

### Skeleton

#### Kobiety

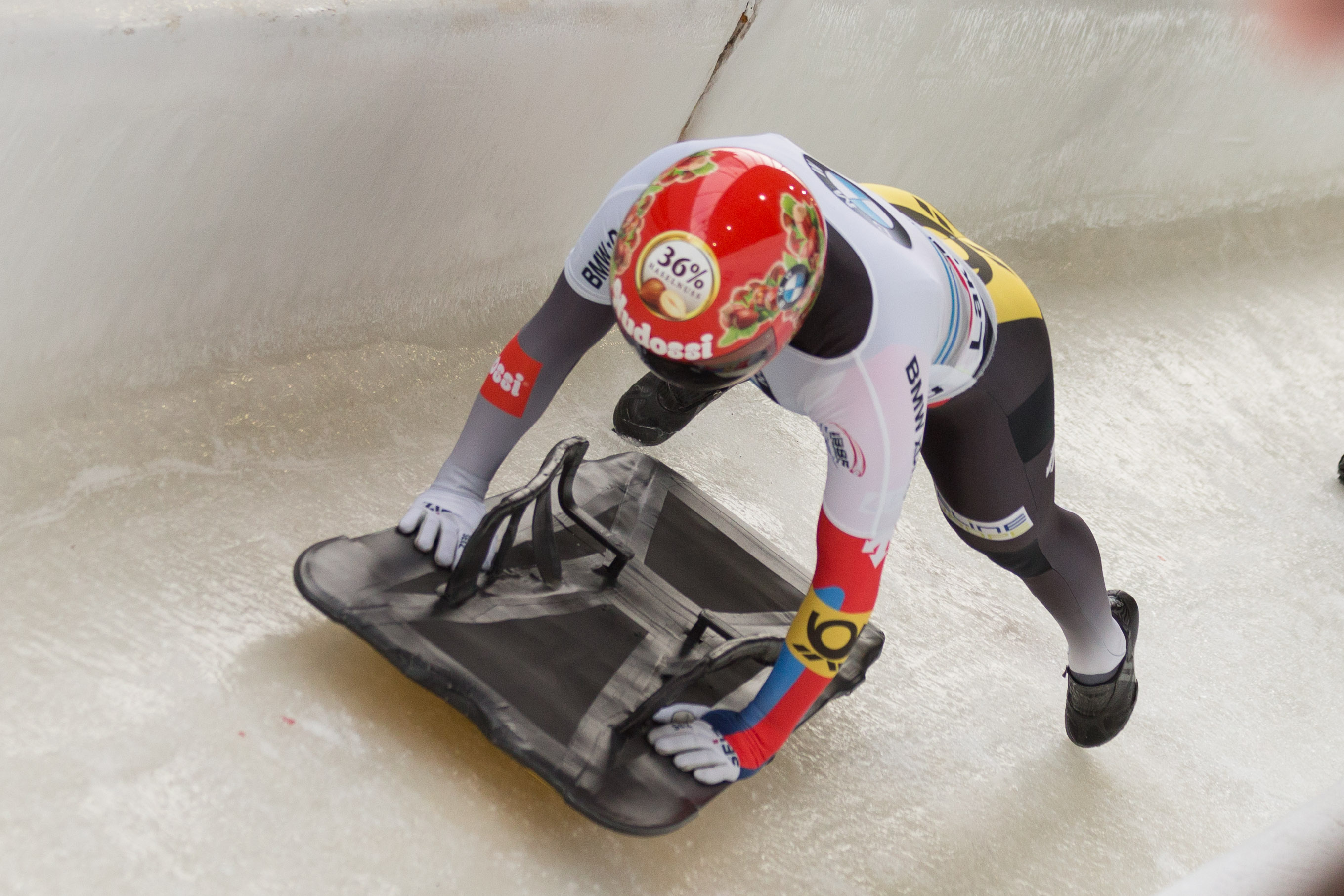
Tina Hermann – złota medalistka w rywalizacji skeletonistek

| Pozycja | Zawodniczka           | Państwo                              | Ślizg 1 | Ślizg 2 | Ślizg 3 | Ślizg 4 | Wynik   | Strata |
| ------- | --------------------- | ------------------------------------ | ------- | ------- | ------- | ------- | ------- | ------ |
| 1.      | Tina Hermann          | Niemcy                               | 53,17   | 53,48   | 53,27   | 53,11   | 3:33,03 |        |
| 2.      | Jacqueline Lölling    | Niemcy                               | 53,42   | 53,58   | 53,31   | 53,10   | 3:33,41 | +0,38  |
| 3.      | Sophia Griebel        | Niemcy                               | 53,83   | 53,64   | 53,38   | 53,35   | 3:34,20 | +1,17  |
| 4.      | Anna Fernstädtová     | Czechy                               | 53,96   | 53,70   | 53,52   | 53,62   | 3:34,80 | +1,77  |
| 5.      | Jelena Nikitina       | Rosja                                | 53,93   | 53,81   | 53,66   | 53,66   | 3:35,06 | +2,03  |
| 6.      | Marina Gilardoni      | Szwajcaria                           | 54,20   | 53,92   | 53,45   | 53,81   | 3:35,38 | +2,35  |
| 7.      | Julija Kanakina       | Rosja                                | 54,14   | 53,95   | 53,77   | 53,54   | 3:35,40 | +2,37  |
| 8.      | Savannah Graybill     | Stany Zjednoczone                    | 54,06   | 54,03   | 53,85   | 53,69   | 3:35,63 | +2,60  |
| 9.      | Janine Flock          | Austria                              | 54,10   | 53,97   | 53,63   | 54,01   | 3:35,71 | +2,68  |
| 10.     | Elisabeth Maier       | Kanada                               | 54,24   | 53,91   | 53,82   | 53,86   | 3:35,83 | +2,80  |
| 11.     | Kendall Wesenberg     | Stany Zjednoczone                    | 54,09   | 54,34   | 53,81   | 53,88   | 3:36,12 | +3,09  |
| 12.     | Mirela Rahneva        | Kanada                               | 54,12   | 54,51   | 54,02   | 53,85   | 3:36,50 | +3,47  |
| 13.     | Kimberley Bos         | Holandia                             | 54,46   | 54,51   | 54,39   | 53,88   | 3:37,24 | +4,21  |
| 14.     | Renata Chuzina        | Rosja                                | 54,08   | 54,81   | 54,36   | 54,02   | 3:37,24 | +4,24  |
| 15.     | Madelaine Smith       | Wielka Brytania                      | 54,63   | 54,23   | 54,28   | 54,25   | 3:37,39 | +4,36  |
| 16.     | Ashleigh Fay Pittaway | Wielka Brytania                      | 54,47   | 54,44   | 54,44   | 54,09   | 3:37,44 | +4,41  |
| 17.     | Madison Charney       | Kanada                               | 54,71   | 54,30   | 54,13   | 54,57   | 3:37,71 | +4,68  |
| 18.     | Megan Henry           | Stany Zjednoczone                    | 54,82   | 54,29   | 54,39   | 54,43   | 3:37,93 | +4,90  |
| 19.     | Kellie Delka          | Portoryko                            | 54,71   | 54,75   | 54,96   | 54,73   | 3:39,15 | +6,12  |
| 20.     | Kim Meylemans         | Belgia                               | 55,06   | 54,93   | 54,46   | 54,74   | 3:39,19 | +6,16  |
| 21.     | Leslie Stratton       | Szwecja                              | 55,03   | 55,00   | 55,04   | NQ      | 2:45,07 | –      |
| 22.     | Lin Huiyang           | Chiny                                | 55,20   | 55,25   | 54,93   | NQ      | 2:45,38 | –      |
| 23.     | Valentina Margaglio   | Włochy                               | 55,34   | 55,50   | 55,00   | NQ      | 2:45,84 | –      |
| 24.     | Katie Tannenbaum      | Wyspy Dziewicze Stanów Zjednoczonych | 56,82   | 55,65   | 55,40   | NQ      | 2:47,87 | –      |
| 25.     | Nicole Rocha Silveira | Brazylia                             | 56,04   | 56,09   | 55,91   | NQ      | 2:48,04 | –      |
| 26.     | Georgina Cohen        | Izrael                               | 57,00   | 58,38   | 57,20   | NQ      | 2:52,58 | –      |

#### Mężczyźni

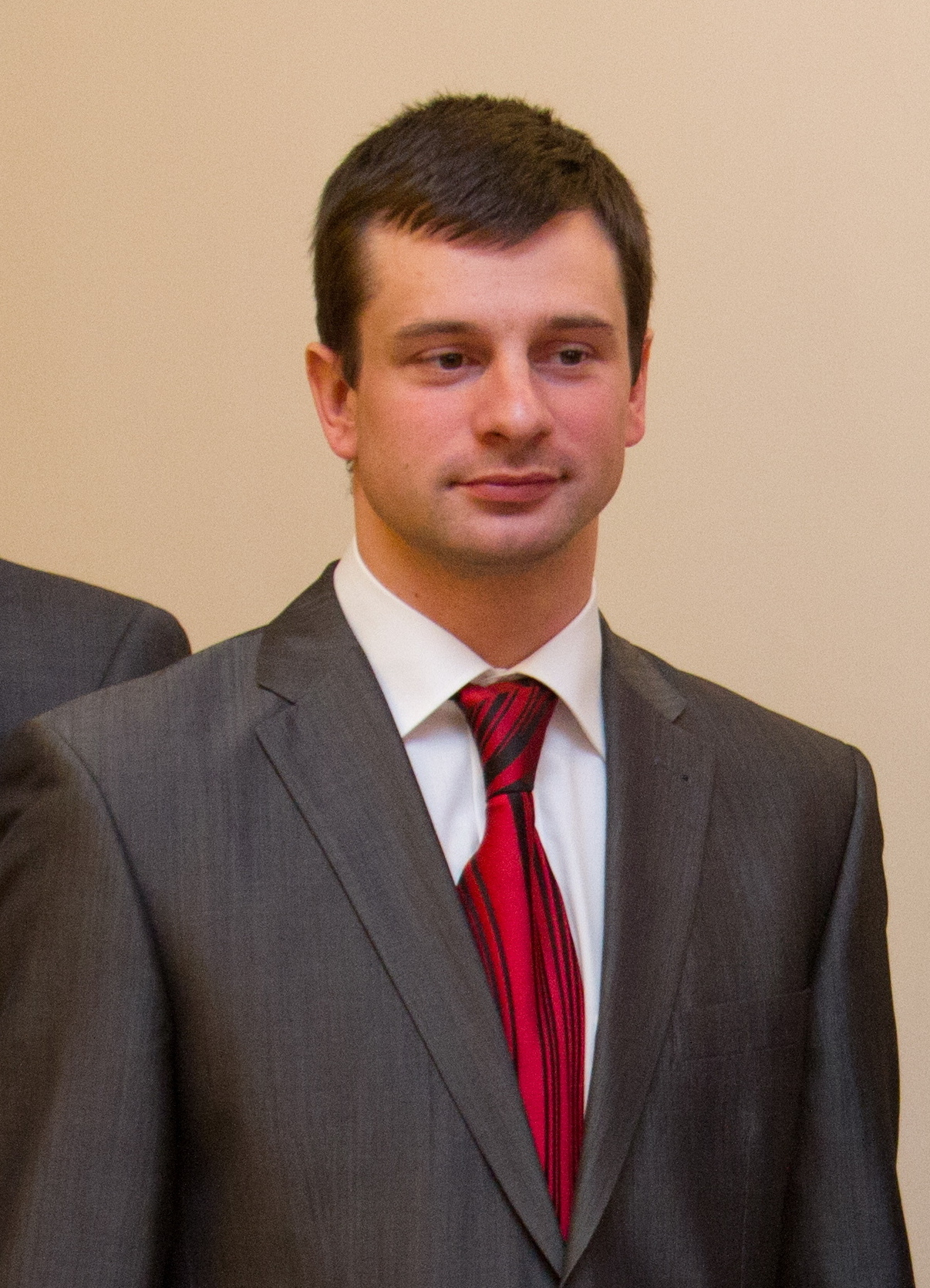
Martins Dukurs – złoty medalista w rywalizacji skeletonistów

| Pozycja | Zawodnik                  | Państwo           | Ślizg 1 | Ślizg 2 | Ślizg 3 | Ślizg 4 | Wynik   | Strata |
| ------- | ------------------------- | ----------------- | ------- | ------- | ------- | ------- | ------- | ------ |
| 1.      | Martins Dukurs            | Łotwa             | 52,15   | 51,91   | 51,92   | 52,13   | 3:28,11 |        |
| 2.      | Nikita Triegubow          | Rosja             | 52,26   | 52,17   | 52,04   | 52,15   | 3:28,62 | +0,51  |
| 3.      | Yun Sung-bin              | Korea Południowa  | 52,34   | 52,49   | 52,01   | 52,15   | 3:28,99 | +0,88  |
| 4.      | Christopher Grotheer      | Niemcy            | 52,22   | 52,51   | 52,14   | 52,22   | 3:29,09 | +0,98  |
| 5.      | Tomass Dukurs             | Łotwa             | 52,36   | 52,18   | 52,23   | 52,34   | 3:29,11 | +1,00  |
| 6.      | Aleksandr Trietjakow      | Rosja             | 52,47   | 52,12   | 52,36   | 52,29   | 3:29,24 | +1,13  |
| 7.      | Alexander Gassner         | Niemcy            | 52,48   | 52,70   | 52,33   | 52,68   | 3:30,19 | +2,08  |
| 8.      | Austin Florian            | Stany Zjednoczone | 52,64   | 52,85   | 52,17   | 52,56   | 3:30,22 | +2,11  |
| 9.      | Jung Seunggi              | Korea Południowa  | 52,78   | 52,68   | 52,32   | 52,54   | 3:30,32 | +2,21  |
| 10.     | Axel Jungk                | Niemcy            | 52,78   | 52,84   | 52,31   | 52,46   | 3:30,39 | +2,28  |
| 11.     | Dave Greszczyszyn         | Kanada            | 53,09   | 52,75   | 52,16   | 52,41   | 3:30,41 | +2,30  |
| 12.     | Marcus Wyatt              | Wielka Brytania   | 52,86   | 52,89   | 52,40   | 52,50   | 3:30,65 | +2,54  |
| 13.     | Felix Keisinger           | Niemcy            | 52,74   | 52,80   | 52,67   | 52,67   | 3:30,88 | +2,77  |
| 14.     | Władysław Hieraskiewicz   | Ukraina           | 52,94   | 52,81   | 52,49   | 52,91   | 3:31,15 | +3,04  |
| 14.     | Kim Jisoo                 | Korea Południowa  | 52,87   | 52,83   | 52,56   | 52,89   | 3:31,15 | +3,04  |
| 16.     | Greg West                 | Stany Zjednoczone | 53,11   | 52,74   | 52,78   | 52,73   | 3:31,36 | +3,25  |
| 17.     | Geng Wenqiang             | Chiny             | 53,04   | 52,61   | 52,51   | 53,21   | 3:31,27 | +3,26  |
| 18.     | Florian Auer              | Austria           | 52,88   | 52,95   | 52,92   | 52,76   | 3:31,51 | +3,40  |
| 19.     | Kyle Brown                | Stany Zjednoczone | 53,21   | 52,85   | 53,00   | 52,70   | 3:31,76 | +3,65  |
| 20.     | Yan Wengang               | Chiny             | 53,16   | 52,86   | 52,85   | 53,19   | 3:32,06 | +2,28  |
| 21.     | Jerry Rice                | Wielka Brytania   | 53,16   | 52,86   | 52,85   | NQ      | 2:39,77 | –      |
| 22.     | Brendan Doyle             | Irlandia          | 53,48   | 53,22   | 53,11   | NQ      | 2:39,81 | –      |
| 23.     | Mark Lynch                | Kanada            | 53,41   | 53,23   | 53,25   | NQ      | 2:39,89 | –      |
| 24.     | Władisław Marczenkow      | Rosja             | 53,25   | 53,38   | 53,41   | NQ      | 2:40,04 | –      |
| 25.     | Joseph Luke Cecchini      | Włochy            | 53,57   | 53,56   | 53,13   | NQ      | 2:40,26 | –      |
| 26.     | Nicholas Timmings         | Australia         | 53,99   | 53,65   | 53,59   | NQ      | 2:42,23 | –      |
| 27.     | Jack Thomas               | Wielka Brytania   | 53,55   | 53,71   | 54,09   | NQ      | 2:41,35 | –      |
| 28.     | Ronald Auderset           | Szwajcaria        | 53,74   | 54,23   | 53,43   | NQ      | 2:41,40 | –      |
| 29.     | Alexander Henning Hanssen | Norwegia          | 53,89   | 54,12   | 53,61   | NQ      | 2:41,62 | –      |
| 30.     | Joel Seligstein           | Izrael            | 54,18   | 53,81   | 54,17   | NQ      | 2:42,16 | –      |
| 31.     | Jeff Bauer                | Luksemburg        | 54,95   | 54,50   | 54,73   | NQ      | 2:44,18 | –      |
| 32.     | Bram Zeegers              | Holandia          | 55,82   | 56,18   | 56,66   | NQ      | 2:48,66 | –      |
| 33.     | Joe Della Santina         | Nowa Zelandia     | 57,54   | 58,09   | 57,34   | NQ      | 2:52,97 | –      |
| DNF     | Todd Rodriguez Pfalzgraf  | Portoryko         | 57,94   | 1:04,72 | DNS     | DNS     | DNF     | DNF    |
| DNF     | Reynaldo Arturo Sosa      | Meksyk            | 58,87   | 59,16   | DNS     | DNS     | DNF     | DNF    |
| DNS     | Ander Mirambell           | Hiszpania         | DNS     | DNS     | DNS     | DNS     | DNS     | DNS    |

### Bobsleje

#### Dwójki kobiet

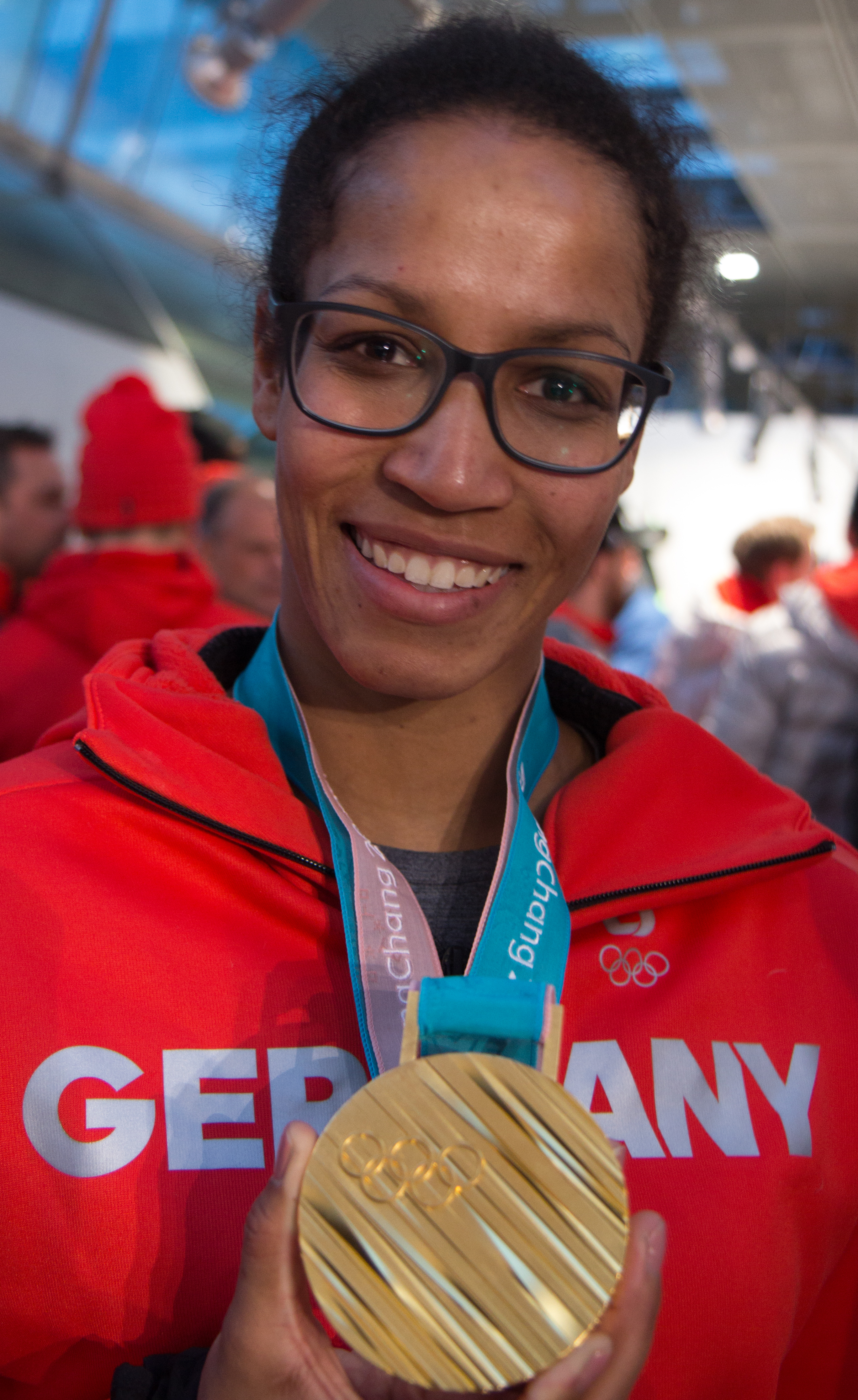
Mariama Jamanka – pilot zwycięskiej drużyny w rywalizacji dwójek kobiet

| Pozycja | Zawodniczki                                | Państwo           | Ślizg 1 | Ślizg 2 | Ślizg 3 | Ślizg 4 | Wynik   | Strata |
| ------- | ------------------------------------------ | ----------------- | ------- | ------- | ------- | ------- | ------- | ------ |
| 1.      | Mariama Jamanka Annika Drazek              | Niemcy            | 52,58   | 52,64   | 52,01   | 52,85   | 3:30,08 |        |
| 2.      | Stephanie Schneider Ann-Christin Strack    | Niemcy            | 52,84   | 52,85   | 52,78   | 52,67   | 3:31,14 | +1,06  |
| 3.      | Christine de Bruin Kristen Bujnowski       | Kanada            | 52,91   | 53,12   | 52,57   | 52,65   | 3:31,25 | +1,17  |
| 4.      | Katrin Beierl J. J. O. D. Onasanya         | Austria           | 53,07   | 53,13   | 52,43   | 52,83   | 3:31,46 | +1,38  |
| 5.      | Brittany Reinbolt Lauren Gibbs             | Stany Zjednoczone | 53,04   | 53,02   | 52,61   | 52,98   | 3:31,65 | +1,57  |
| 6.      | Nadieżda Siergiejewa Julija Biełomiestnych | Rosja             | 53,11   | 53,31   | 52,94   | 52,75   | 3:32,11 | +2,03  |
| 7.      | Anna Köhler Leonie Fiebig                  | Niemcy            | 53,03   | 53,26   | 52,81   | 53,31   | 3:32,41 | +2,33  |
| 8.      | An Vannieuwenhuyse Sara Aerts              | Belgia            | 53,22   | 53,31   | 53,04   | 53,01   | 3:32,58 | +2,50  |
| 9.      | Nicole Vogt Nicole Brungardt               | Stany Zjednoczone | 53,23   | 53,38   | 53,53   | 52,73   | 3:32,87 | +2,79  |
| 10.     | Huai Mingming Wang Yameng                  | Chiny             | 53,05   | 53,48   | 53,12   | 53,60   | 3:33,25 | +3,17  |
| 11.     | Alysia Rissling Cynthia Serwaah            | Kanada            | 53,08   | 53,27   | 53,53   | 53,42   | 3:33,30 | +3,22  |
| 12.     | Mica McNeill Montell Douglas               | Wielka Brytania   | 53,37   | 53,38   | 53,35   | 53,75   | 3:33,85 | +3,77  |
| 13.     | Ying Qing Tan Yinghui                      | Chiny             | 53,46   | 53,76   | 53,21   | 53,55   | 3:33,98 | +3,90  |
| 14.     | Kori Hol Melissa Lotholz                   | Kanada            | 53,68   | 53,65   | 53,59   | 53,27   | 3:34,19 | +4,11  |
| DNF     | Elana Meyers-Taylor Lake Kwaza             | Stany Zjednoczone | 52,48   | 52,87   | 56,13   | DNS     | DNF     | DNF    |
| DNF     | Lubow Czernych Julija Szokszujewa          | Rosja             | 53,42   | 53,38   | 56,51   | DNS     | DNF     | DNF    |
| DNF     | Martina Fontanive Irina Strebel            | Szwajcaria        | 54,03   | 1:06,28 | DNS     | DNS     | DNF     | DNF    |
| DNF     | Alena Osipienko Anna Parfenowa             | Rosja             | 53,49   | 1:09,34 | DNS     | DNS     | DNF     | DNF    |
| DNF     | Andreea Grecu Teodora Andreea Vlad         | Rumunia           | 55,61   | DNS     | DNS     | DNS     | DNF     | DNF    |

#### Dwójki mężczyzn

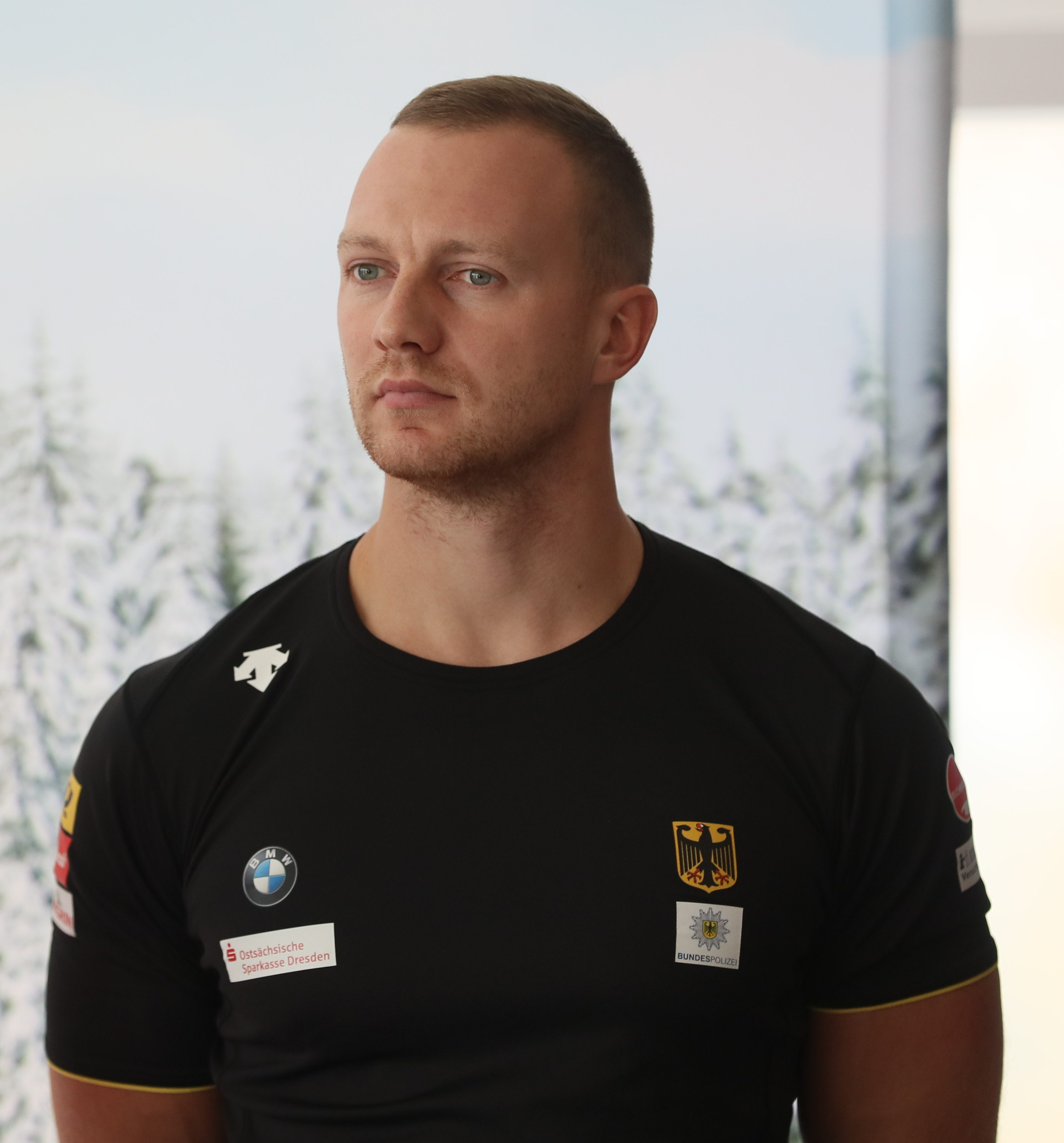
Francesco Friedrich – dwukrotny złoty medalista mistrzostw

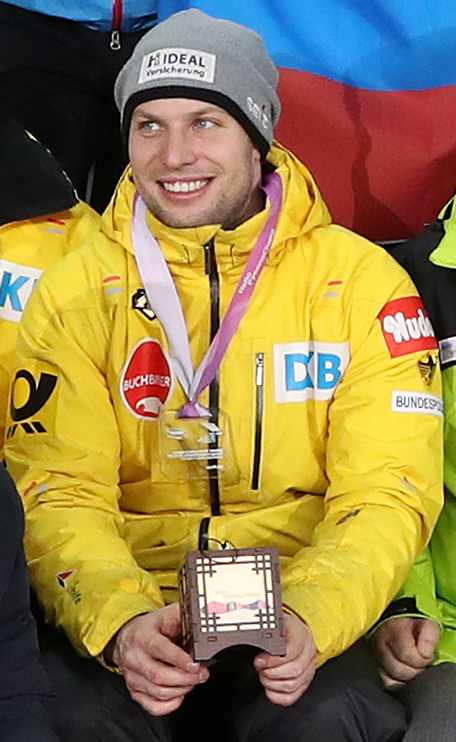
Nico Walther – brązowy medalista w rywalizacji dwójek mężczyzn

| Pozycja | Zawodnicy                                     | Państwo           | Ślizg 1 | Ślizg 2 | Ślizg 3 | Ślizg 4 | Wynik   | Strata |
| ------- | --------------------------------------------- | ----------------- | ------- | ------- | ------- | ------- | ------- | ------ |
| 1.      | Francesco Friedrich Thorsten Margis           | Niemcy            | 51,03   | 51,28   | 51,21   | 51,02   | 3:24,54 |        |
| 2.      | Justin Kripps Cameron Stones                  | Kanada            | 50,96   | 51,47   | 51,36   | 51,34   | 3:25,13 | +0,59  |
| 3.      | Nico Walther Paul Krenz                       | Niemcy            | 51,16   | 51,44   | 51,34   | 51,49   | 3:25,43 | +0,89  |
| 4.      | Chris Spring Neville Wright                   | Kanada            | 51,35   | 51,51   | 51,35   | 51,47   | 3:25,68 | +1,14  |
| 4.      | Brad Hall Nick Gleeson                        | Wielka Brytania   | 51,24   | 51,46   | 51,52   | 51,46   | 3:25,68 | +1,14  |
| 6.      | Oskars Ķibermanis Matīss Miknis               | Łotwa             | 51,22   | 51,52   | 51,58   | 51,46   | 3:25,78 | +1,24  |
| 7.      | Won Yun-jong Kim Jinsu                        | Korea Południowa  | 51,31   | 51,55   | 51,48   | 51,47   | 3:25,81 | +1,27  |
| 8.      | Johannes Lochner Christopher Weber            | Niemcy            | 51,42   | 51,65   | 51,47   | 51,51   | 3:26,05 | +1,51  |
| 9.      | Rudy Rinaldi Boris Vain                       | Monako            | 51,46   | 51,68   | 51,33   | 51,59   | 3:26,06 | +1,52  |
| 10.     | Maksym Andrianow Ilja Małych                  | Rosja             | 51,46   | 51,68   | 51,48   | 51,47   | 3:26,09 | +1,55  |
| 11.     | Markus Treichl Markus Glück                   | Austria           | 51,57   | 51,78   | 51,75   | 51,36   | 3:26,73 | +2,19  |
| 12.     | Benjamin Maier Markus Sammer                  | Austria           | 51,65   | 51,81   | 51,67   | 51,74   | 3:26,87 | +2,33  |
| 13.     | Michael Vogt Sandro Michel                    | Szwajcaria        | 51,53   | 51,81   | 51,67   | 51,74   | 3:26,89 | +2,35  |
| 14.     | Mateusz Luty Krzysztof Tylkowski              | Polska            | 51,58   | 51,89   | 51,72   | 51,79   | 3:26,98 | +2,44  |
| 15.     | Dominik Dvořák Jakub Nosek                    | Czechy            | 51,56   | 51,88   | 51,94   | 51,86   | 3:27,24 | +2,70  |
| 16.     | Codie Bascue Joshua Williamson                | Stany Zjednoczone | 51,57   | 51,89   | 51,94   | 51,99   | 3:27,39 | +2,85  |
| 16.     | Ivo de Bruin Dennis Veenker                   | Holandia          | 51,74   | 52,00   | 51,84   | 51,81   | 3:27,39 | +2,85  |
| 18.     | Suk Young-jin Jang Kikun                      | Korea Południowa  | 51,67   | 52,02   | 52,15   | 52,12   | 3:27,96 | +3,42  |
| 19.     | Hunter Church Chris Kinney                    | Stany Zjednoczone | 51,85   | 51,98   | 52,14   | 52,21   | 3:28,18 | +3,64  |
| 20.     | Shao Yijun Liu Wei                            | Chiny             | 51,95   | 52,06   | 51,93   | 52,31   | 3:28,25 | +3,71  |
| 21.     | Ralfs Bērziņš Dāvis Spriņģis                  | Łotwa             | 51,92   | 51,95   | 52,13   | NQ      | 2:36,00 | –      |
| 22.     | Mihai Cristian Tentea Ciprian Nicolae Daroczi | Rumunia           | 51,99   | 52,16   | 52,02   | NQ      | 2:36,17 | –      |
| 23.     | Sun Kaizhi Ma Jianliang                       | Chiny             | 52,19   | 52,34   | 52,05   | NQ      | 2:36,58 | –      |
| 24.     | Aleksandr Bredichin Roman Koszelew            | Rosja             | 52,13   | 52,39   | 52,17   | NQ      | 2:36,69 | –      |
| 25.     | Timo Rohner Adrian Fässler                    | Szwajcaria        | 51,94   | 52,41   | 52,44   | NQ      | 2:36,79 | –      |
| 26.     | Patrick Baumgartner Alex Verginer             | Włochy            | 52,32   | 52,55   | 52,54   | NQ      | 2:37,41 | –      |
| 27.     | Geoffrey Gadbois Adrian Adams                 | Stany Zjednoczone | 51,87   | 52,13   | 54,75   | NQ      | 2:38,75 | –      |
| 28.     | Dražen Silić Aleksandar Krajisnik             | Chorwacja         | 52,78   | 52,96   | 53,27   | NQ      | 2:39,01 | –      |
| 29.     | Dave Nicholls Ilya Malikin                    | Izrael            | 54,83   | 55,04   | 55,20   | NQ      | 2:45,07 | –      |
| 30.     | Nick Poloniato Benjamin Coakwell Keefer Joyce | Kanada            | 51,46   | 1:07,55 | 51,98   | NQ      | 2:36,00 | –      |
| DSQ     | Lamin Deen Toby Olubi                         | Wielka Brytania   | DSQ     | DSQ     | DSQ     | DSQ     | DSQ     | DSQ    |

#### Czwórki mężczyzn

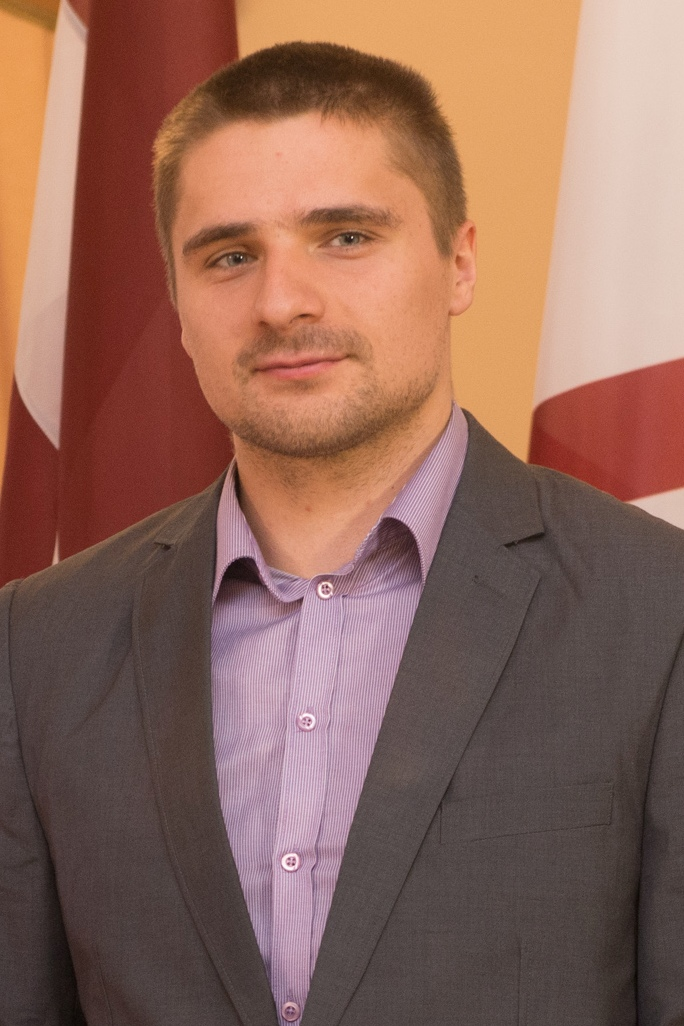
Oskars Ķibermanis – pilot srebrnej drużyny w czwórkach

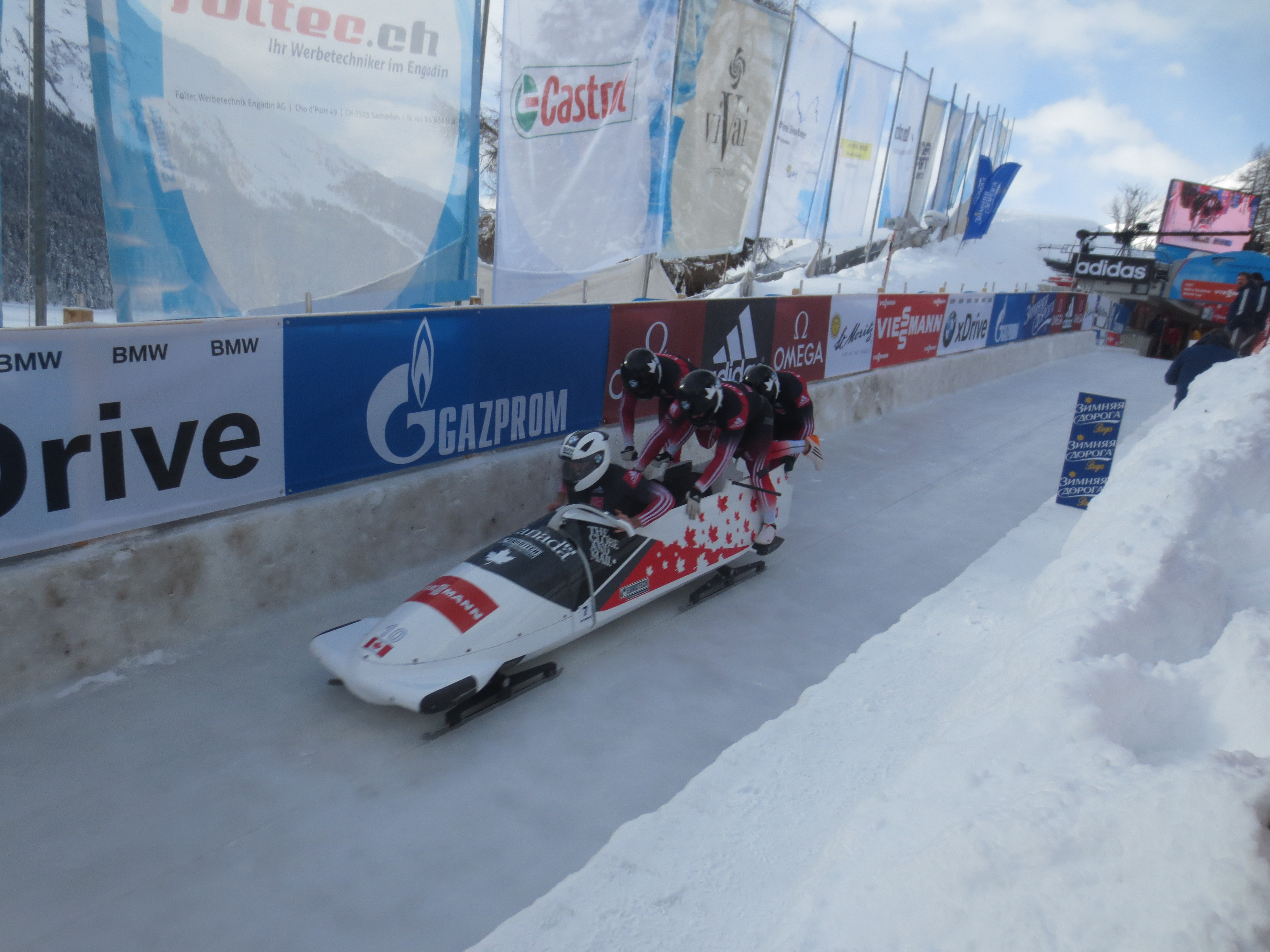
Justin Kripps (pierwszy z lewej) – srebrny i brązowy medalista mistrzostw

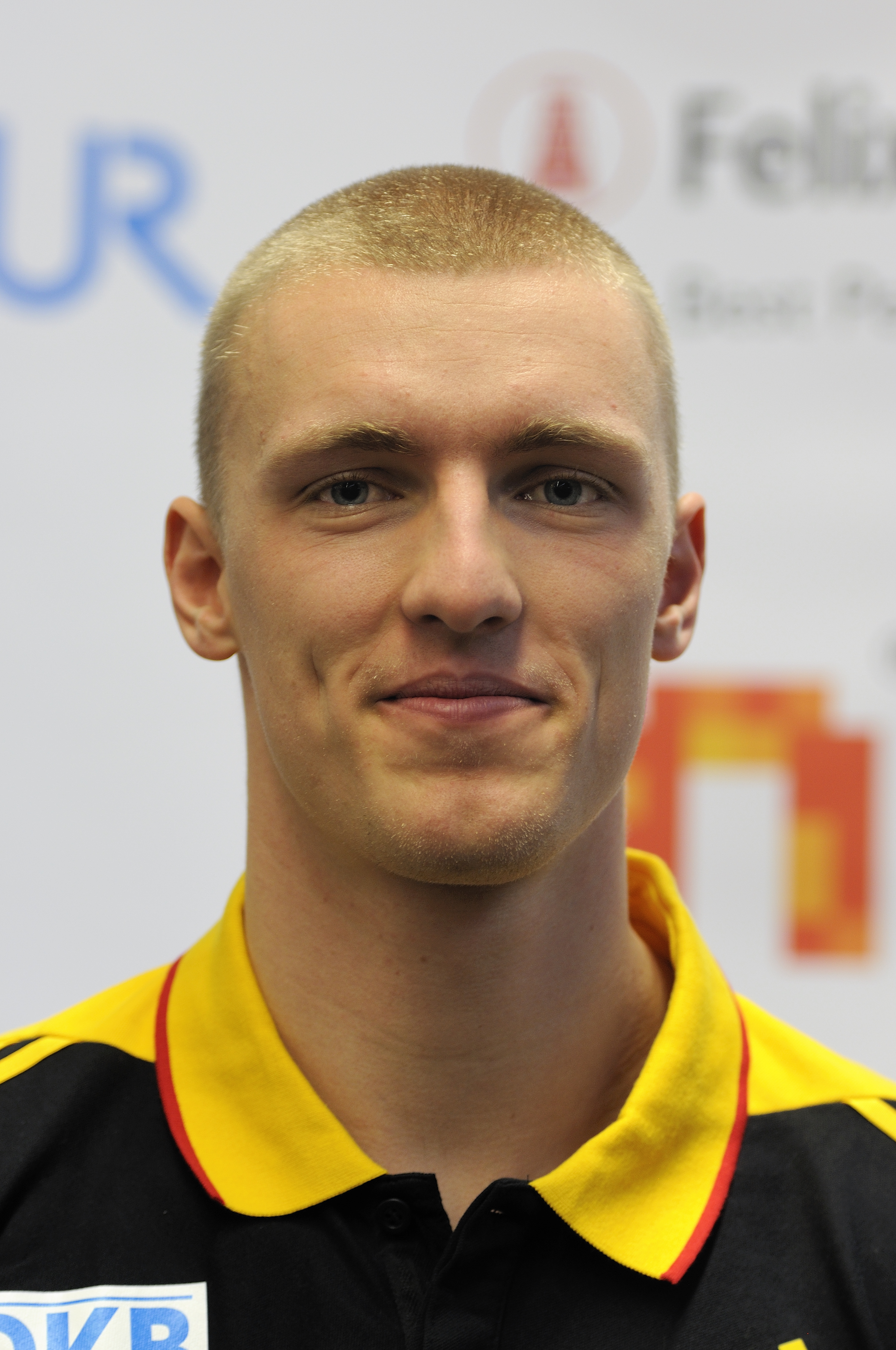
Thorsten Margis – dwukrotny złoty medalista mistrzostw

| Pozycja | Zawodnicy                                                              | Państwo           | Ślizg 1 | Ślizg 2 | Ślizg 3 | Ślizg 4 | Wynik   | Strata |
| ------- | ---------------------------------------------------------------------- | ----------------- | ------- | ------- | ------- | ------- | ------- | ------ |
| 1.      | Francesco Friedrich Candy Bauer Martin Grothkopp Thorsten Margis       | Niemcy            | 50,16   | 50,57   | 50,14   | 50,46   | 3:21,33 |        |
| 2.      | Oskars Ķibermanis Matīss Miknis Arvis Vilkaste Jānis Strenga           | Łotwa             | 50,05   | 50,64   | 50,28   | 50,65   | 3:21,62 | +0,29  |
| 3.      | Justin Kripps Ryan Sommer Cameron Stones Benjamin Coakwell             | Kanada            | 50,13   | 50,67   | 50,32   | 50,66   | 3:21,78 | +0,45  |
| 4.      | Maksym Andrianow Aleksiej Zajcew Wasilij Kondratienko Rusłan Samitow   | Rosja             | 50,17   | 50,82   | 50,42   | 50,68   | 3:22,09 | +0,76  |
| 5.      | Michael Vogt Alain Knuser Simon Friedli Sandro Michel                  | Szwajcaria        | 50,31   | 50,76   | 50,46   | 50,74   | 3:22,27 | +0,94  |
| 6.      | Benjamin Maier Kilian Walch Markus Sammer Danut Ion Moldovan           | Austria           | 50,20   | 50,75   | 50,57   | 50,80   | 3:22,32 | +0,99  |
| 7.      | Won Yun-jong Jinsu Kim Lee Gyeong-min Oh Jea-han                       | Korea Południowa  | 50,52   | 50,89   | 50,70   | 50,68   | 3:22,79 | +1,46  |
| 8.      | Nico Walther Paul Krenz Alexander Rödiger Philipp Wobeto               | Niemcy            | 50,44   | 50,86   | 50,73   | 50,85   | 3:22,88 | +1,55  |
| 9.      | Johannes Lochner Florian Bauer Christopher Weber Christian Rasp        | Niemcy            | 50,71   | 50,84   | 50,78   | 50,70   | 3:23,03 | +1,70  |
| 10.     | Chris Spring William Auclair Dexter Janke Neville Wright               | Kanada            | 50,63   | 51,00   | 50,67   | 51,03   | 3:23,33 | +2,00  |
| 11.     | Codie Bascue James Reed Chris Kinney Joshua Williamson                 | Stany Zjednoczone | 50,73   | 50,86   | 50,80   | 51,05   | 3:23,44 | +2,11  |
| 12.     | Aleksandr Bredichin Andriej Lylow Roman Koszelew Ilja Małych           | Rosja             | 50,65   | 51,03   | 50,88   | 50,89   | 3:23,45 | +2,12  |
| 13.     | Brad Hall Joel Fearon Ben Simons Nick Gleeson                          | Wielka Brytania   | 50,64   | 51,03   | 50,98   | 51,01   | 3:23,66 | +2,33  |
| 14.     | Shao Yijun Ma Jianliang Liu Wei Shi Hao                                | Chiny             | 50,88   | 50,97   | 50,97   | 51,15   | 3:23,97 | +2,64  |
| 15.     | Lamin Deen Tremayne Gilling Ryan Letts Toby Olubi                      | Wielka Brytania   | 50,91   | 50,97   | 51,01   | 51,16   | 3:24,05 | +2,72  |
| 16.     | Hunter Church Kyle Wilcox Blaine McConnell Kyler Allison               | Stany Zjednoczone | 50,91   | 51,10   | 50,93   | 51,13   | 3:24,07 | +2,74  |
| 17.     | Suk Young-jin Dong Hyun-Kim Bae Woojin Kim Kyung-hyun                  | Korea Południowa  | 51,27   | 51,13   | 51,12   | 51,16   | 3:24,68 | +3,35  |
| 18.     | Patrick Baumgartner Alexi Atchori Essoh Costantino Ughi Mattia Variola | Włochy            | 51,21   | 51,27   | 51,07   | 51,16   | 3:24,71 | +3,38  |
| 19.     | Pius Meyerhans Yann Moulinier Michael Kuonen Cyril Bieri               | Szwajcaria        | 51,15   | 51,43   | 51,10   | 51,14   | 3:24,72 | +3,49  |
| 20.     | Sun Kaizhi Wu Zhitao Wang Jiaqi Wu Qingze                              | Chiny             | 50,87   | 51,57   | 51,27   | 51,52   | 3:25,23 | +3,90  |
| 21.     | Dominik Dvořák Jakub Nosek Jan Šindelář Dominik Suchý Adam Dobes       | Czechy            | 50,56   | 52,29   | 50,99   | NQ      | 2:33,84 | –      |
| 22.     | Nick Poloniato Keefer Joyce Fabio Goncalves Silva Patrick Norton       | Kanada            | 51,32   | 51,71   | 51,20   | NQ      | 2:34,23 | –      |
| DNF     | Ivo de Bruin Dennis Veenker Joost Dumas Janko Franjic                  | Holandia          | 1:01,09 | DNS     | DNS     | DNS     | DNF     | DNF    |

### Konkurencja mieszana
| Pozycja | Zawodnicy                                                                                                | Państwo                    | SK–M  | BOB–2K | SK–K  | BOB–2M | Wynik   | Strata |
| ------- | --- | -------------------------- | ----- | ------ | ----- | ------ | ------- | ------ |
| 1.      | Christopher Grotheer Anna Köhler/Lisa Gericke Sophia Griebel Johannes Lochner/Marc Rademacher            | Niemcy                     | 53,37 | 53,16  | 54,06 | 51,26  | 3:31,85 |        |
| 2.      | Dave Greszczyszyn Christine de Bruin/Kristen Bujnowski Mirela Rahneva Nick Poloniato/Keefer Joyce        | Kanada                     | 53,02 | 52,92  | 54,45 | 51,61  | 3:32,00 | +0,15  |
| 3.      | Greg West Brittany Reinbolt/Jessica Davis Savannah Graybill Geoff Gadbois/Kristopher Horn                | Stany Zjednoczone          | 53,46 | 52,67  | 54,15 | 52,21  | 3:32,49 | +0,64  |
| 4.      | Austin Florian Nicole Vogt/Sylvia Hoffman Kendall Wesenberg Hunter Church/Blaine McConnell               | Stany Zjednoczone          | 53,27 | 53,48  | 54,19 | 51,94  | 3:32,88 | +1,03  |
| 5.      | Marcus Wyatt Katrin Beierl/Valerie Kleiser Laura Deas Markus Treichl/Sebastian Mitterer                  | Wielka Brytania · Austria  | 53,74 | 53,07  | 54,68 | 51,70  | 3:33,19 | +1,34  |
| 6.      | Brendan Doyle Kori Hol/Catherine Medeiros Madison Charney Patrick Baumgartner/Mattia Variola             | Kanada · Irlandia · Włochy | 53,60 | 55,91  | 55,46 | 51,97  | 3:36,94 | +5,09  |
| 7.      | Mark Lynch Alysia Rissling/Bianca Ribi Elisabeth Maier Taylor Austin/William Auclair                     | Kanada                     | 53,49 | 57,56  | 54,50 | 51,53  | 3:37,08 | +5,23  |
| 8.      | Nikita Triegubow Nadieżda Siergiejewa/Julija Biełomiestnych Jelena Nikitina Maksym Andrianow/Ilja Małych | Rosja                      | 52,92 | 59,27  | 54,81 | 51,41  | 3:38,41 | +6,56  |
| DNF     | Axel Jungk Mariama Jamanka/Franziska Bertels Tina Hermann Nico Walther/Philipp Wobeto                    | Niemcy                     | 53,13 | 56,50  | 53,68 | DNS    | DNF     | DNF    |

## Tabela medalowa
| #  | Reprezentacja     | Złoto | Srebro | Brąz | Razem |
| -- | ----------------- | ----- | ------ | ---- | ----- |
| 1. | Niemcy            | 5     | 2      | 2    | 9     |
| 2. | Łotwa             | 1     | 1      | 0    | 2     |
| 3. | Kanada            | 0     | 2      | 2    | 4     |
| 4. | Rosja             | 0     | 1      | 0    | 1     |
| 5. | Stany Zjednoczone | 0     | 0      | 1    | 1     |
| 5. | Korea Południowa  | 0     | 0      | 1    | 1     |

## Klasyfikacja indywidualna medalistów
| #   | Zawodnik             | Złoto | Srebro | Brąz | Razem |
| --- | -------------------- | ----- | ------ | ---- | ----- |
| 1.  | Francesco Friedrich  | 2     | 0      | 0    | 2     |
| 1.  | Thorsten Margis      | 2     | 0      | 0    | 2     |
| 3.  | Sophia Griebel       | 1     | 0      | 1    | 2     |
| 4.  | Tina Hermann         | 1     | 0      | 0    | 1     |
| 4.  | Martins Dukurs       | 1     | 0      | 0    | 1     |
| 4.  | Mariama Jamanka      | 1     | 0      | 0    | 1     |
| 4.  | Annika Drazek        | 1     | 0      | 0    | 1     |
| 4.  | Candy Bauer          | 1     | 0      | 0    | 1     |
| 4.  | Martin Grothkopp     | 1     | 0      | 0    | 1     |
| 4.  | Christopher Grotheer | 1     | 0      | 0    | 1     |
| 4.  | Anna Köhler          | 1     | 0      | 0    | 1     |
| 4.  | Lisa Gericke         | 1     | 0      | 0    | 1     |
| 4.  | Johannes Lochner     | 1     | 0      | 0    | 1     |
| 4.  | Marc Rademacher      | 1     | 0      | 0    | 1     |
| 15. | Christine de Bruin   | 0     | 1      | 1    | 2     |
| 15. | Kristen Bujnowski    | 0     | 1      | 1    | 2     |
| 15. | Justin Kripps        | 0     | 1      | 1    | 2     |
| 15. | Cameron Stones       | 0     | 1      | 1    | 2     |
| 19. | Jacqueline Lölling   | 0     | 1      | 0    | 1     |
| 19. | Nikita Triegubow     | 0     | 1      | 0    | 1     |
| 19. | Stephanie Schneider  | 0     | 1      | 0    | 1     |
| 19. | Ann-Christin Strack  | 0     | 1      | 0    | 1     |
| 19. | Oskars Ķibermanis    | 0     | 1      | 0    | 1     |
| 19. | Matīss Miknis        | 0     | 1      | 0    | 1     |
| 19. | Arvis Vilkaste       | 0     | 1      | 0    | 1     |
| 19. | Jānis Strenga        | 0     | 1      | 0    | 1     |
| 19. | Dave Greszczyszyn    | 0     | 1      | 0    | 1     |
| 19. | Mirela Rahneva       | 0     | 1      | 0    | 1     |
| 19. | Nick Poloniato       | 0     | 1      | 0    | 1     |
| 19. | Keefer Joyce         | 0     | 1      | 0    | 1     |
| 31. | Yun Sung-bin         | 0     | 0      | 1    | 1     |
| 31. | Nico Walther         | 0     | 0      | 1    | 1     |
| 31. | Paul Krenz           | 0     | 0      | 1    | 1     |
| 31. | Ryan Sommer          | 0     | 0      | 1    | 1     |
| 31. | Benjamin Coakwell    | 0     | 0      | 1    | 1     |
| 31. | Greg West            | 0     | 0      | 1    | 1     |
| 31. | Brittany Reinbolt    | 0     | 0      | 1    | 1     |
| 31. | Jessica Davis        | 0     | 0      | 1    | 1     |
| 31. | Savannah Graybill    | 0     | 0      | 1    | 1     |
| 31. | Geoff Gadbois        | 0     | 0      | 1    | 1     |
| 31. | Kristopher Horn      | 0     | 0      | 1    | 1     |